# Salto con gli sci agli XI Giochi olimpici invernali
Nel salto con gli sci agli XI Giochi olimpici invernali furono disputate due gare, dal trampolino normale K70 e dal trampolino lungo K90, entrambe riservate agli atleti di sesso maschile. Le medaglie assegnate furono ritenute valide anche ai fini dei Campionati mondiali di sci nordico 1972.

## Programma
| Salto con gli sci agli XI Giochi olimpici invernali | Salto con gli sci agli XI Giochi olimpici invernali | Salto con gli sci agli XI Giochi olimpici invernali | Salto con gli sci agli XI Giochi olimpici invernali | Salto con gli sci agli XI Giochi olimpici invernali | Salto con gli sci agli XI Giochi olimpici invernali | Salto con gli sci agli XI Giochi olimpici invernali | Salto con gli sci agli XI Giochi olimpici invernali | Salto con gli sci agli XI Giochi olimpici invernali | Salto con gli sci agli XI Giochi olimpici invernali | Salto con gli sci agli XI Giochi olimpici invernali | Salto con gli sci agli XI Giochi olimpici invernali |
| Eventi / Giorni                                     | Febbraio 1972                                       | Febbraio 1972                                       | Febbraio 1972                                       | Febbraio 1972                                       | Febbraio 1972                                       | Febbraio 1972                                       | Febbraio 1972                                       | Febbraio 1972                                       | Febbraio 1972                                       | Febbraio 1972                                       | Febbraio 1972                                       |
| Eventi / Giorni                                     | 3                                                   | 4                                                   | 5                                                   | 6                                                   | 7                                                   | 8                                                   | 9                                                   | 10                                                  | 11                                                  | 12                                                  | 13                                                  |
| --------------------------------------------------- | --------------------------------------------------- | --------------------------------------------------- | --------------------------------------------------- | --------------------------------------------------- | --------------------------------------------------- | --------------------------------------------------- | --------------------------------------------------- | --------------------------------------------------- | --------------------------------------------------- | --------------------------------------------------- | --------------------------------------------------- |
| Normale                                             |                                                     |                                                     |                                                     | Finale                                              |                                                     |                                                     |                                                     |                                                     |                                                     |                                                     |                                                     |
| Lungo                                               |                                                     |                                                     |                                                     |                                                     |                                                     |                                                     |                                                     |                                                     | Finale                                              |                                                     |                                                     |

## Podi
| Evento                        | Oro              | Perform. | Argento        | Perform. | Bronzo         | Perform. |
| Trampolino normale (dettagli) | Yukio Kasaya     | 244,2    | Akitsugu Konno | 234,8    | Seiji Aochi    | 229,5    |
| Trampolino lungo (dettagli)   | Wojciech Fortuna | 219,9    | Walter Steiner | 219,8    | Rainer Schmidt | 219,3    |

## Medagliere
| Posizione | Paese        |   |   |   | Totale |
| --------- | ------------ | - | - | - | ------ |
| 1         | Giappone     | 1 | 1 | 1 | 3      |
| 2         | Polonia      | 1 | 0 | 0 | 1      |
| 3         | Svizzera     | 0 | 1 | 0 | 1      |
| 4         | Germania Est | 0 | 0 | 1 | 1      |
| Totale    | Totale       | 2 | 2 | 2 | 6      |